# Clube Esportivo Nova Esperança
O Clube Esportivo Nova Esperança, conhecido pelo acrônimo CENE, foi um clube de futebol brasileiro sediado na cidade de Campo Grande, capital do estado do Mato Grosso do Sul. Sua fundação ocorreu em 15 de dezembro de 1999, na cidade de Jardim, sendo estabelecido por agricultores de uma fazenda associada ao Reverendo Moon.
Ao longo de 15 anos de atuação profissional, o CENE consolidou-se como um dos clubes mais bem-sucedidos do estado, alcançando a conquista de seis títulos no Campeonato Sul-Mato-Grossense durante esse período. Contudo, o clube enfrentou desafios significativos na década de 2010, culminando no encerramento de suas atividades em 2018.

## História
O CENE foi estabelecido em 15 de dezembro de 1999, na cidade de Jardim. Inicialmente, o clube era uma equipe amadora composta por funcionários de uma fazenda associada ao Reverendo Moon, participando nos primeiros anos de torneios locais e atraindo considerável público.
Em 2001, o CENE transferiu sua sede para Campo Grande e, no ano subsequente, conquistou seu primeiro título estadual. Nos quatorze anos seguintes, alcançou o hexacampeonato sul-mato-grossense e representou o estado em competições nacionais, incluindo as séries C e D do Campeonato Brasileiro, Copa Verde e Copa do Brasil.
Contudo, a partir da década de 2010, enfrentou uma crise interna que se agravou com o falecimento do Reverendo Moon em 3 de setembro de 2012, evento que resultou na significativa redução de investimentos por parte da Igreja da Unificação. Apesar dessas adversidades, o clube conquistou o título estadual em 2014. No entanto, o ano seguinte marcou o declínio do CENE, com a intensificação da crise interna e o subsequente rebaixamento no Campeonato Sul-Mato-Grossense. Diante desse cenário, o clube solicitou licença em 2016 e, desde então, não participou mais de jogos profissionais até sua extinção em 2018.

## Títulos
| Estaduais                              | Estaduais | Estaduais                           | Estaduais |
| Competição                             | Títulos   | Temporadas                          |           |
| -------------------------------------- | --------- | ----------------------------------- | --------- |
| Campeonato Sul-Mato-Grossense          | 6         | 2002, 2004, 2005, 2011, 2013 e 2014 |           |
| Copa MS                                | 1         | 2010                                |           |
| Outras conquistas                      |           |                                     |           |
| Competição                             | Títulos   | Temporadas                          |           |
| Copa Internacional da Coreia do Sul    | 1         | 2002                                |           |
| Seletiva da Copa Centro-Oeste          | 1         | 2002                                |           |
| Categorias de base                     |           |                                     |           |
| Competição                             | Títulos   | Temporadas                          |           |
| Seletiva da Copa Mercosul - Sub-20     | 1         | 2000                                |           |
| Copa Sudoeste - Sub-20                 | 1         | 2001                                |           |
| Copa Coreia do Sul - Sub-20            | 1         | 2002                                |           |
| Campeonato Sul-Mato-Grossense - Sub-20 | 6         | 2000, 2001, 2002, 2004, 2005 e 2006 |           |